# Ингенгейм, Густав Адольф Вильгельм фон
Густав Адольф Вильгельм фон Ингенгейм (нем. Gustav Adolf Wilhelm von Ingenheim; 2 января 1789, Берлин — 4 сентября 1855, Висбаден) — граф, сын короля Пруссии Фридриха Вильгельма II и его морганатической супруги Юлии фон Фосс, возведённой 12 ноября 1787 года в графини фон Ингенгейм.

## Биография
В 1810 году Густав Адольф получил звание королевского камергера, в 1816 году — действительного тайного советника на службе единокровного брата короля Фридриха Вильгельма III. Во время освободительной войны в 1813 году был награждён железным крестом, вышел в отставку в 1814 году.
В отставке граф Ингенгейм отдался своему увлечению — искусству и собрал художественную коллекцию. С декабря 1816 года по март 1818 года и с некоторыми перерывами в 1822—1833 годах он проживал в Италии. Являлся членом экспертной группы по закупке в Италии произведений искусства для учреждённых в Берлине музеев. В 1816—1825 годах состоял на королевской службе.
В Риме и Берлине граф фон Ингенгейм держал салон и поддерживал связи со многими деятелями искусства своего времени, в том числе с Иоганном Эрдманом Хуммелем, Алоисом Хиртом, Кристианом Даниэлем Раухом и Карлом Фридрихом Шинкелем и запечатлён на картине Хуммеля «Партия в шахматы во дворце Фосс в Берлине». Он также выступал меценатом и покровителем художников в Риме. Так, он предоставил средства для существования и учёбы художнику Бонавентуре Дженелли и оказывал поддержку Морицу Даниэлю Оппенгейму и Францу Людвигу Кателю, давая им заказы и знакомя с заказчиками при прусском дворе. Благодаря родству с королём Пруссии граф обеспечил государственное финансирование для археологических исследований Эдуарда Герхарда.
В Германии коллекция графа фон Ингенгейма демонстрировалась в берлинском дворце Фосс, затем на вилле Ингенгеймов в Потсдаме. Часть античной скульптурной коллекции Ингенгейм в 1826 году продал королевскому музею в Берлине.
В 1826 году единокровная сестра Густава Адольфа Юлия фон Бранденбург и её супруг Фердинанд Фридрих Ангальт-Кётенский перешли в католичество. В 1826 году Густав Адольф Вильгельм фон Ингенгейм также стал католиком, за что король Фридрих Вильгельм III выслал его из Берлина. Граф фон Ингенгейм лишился значительной части финансовых поступлений, необходимых для приобретения произведений искусства для его коллекции.
После смерти графа фон Ингенгейма остатки его коллекции в 1833 году были перевезены во дворец Рейзевиц, который приобрела его вдова. В 1945 году дворец был разграблен, судьба коллекции Ингенгейма остаётся неизвестной.

## Семья и потомки
Густав Адольф фон Ингенгейм был женат на Евгении де Тьерри (1808—1881), дочери Этьена де Тьерри и графини Марианны фон дер Марк. Его тёща приходилась ему единокровной сестрой. У супругов родились:
- Юлиус Фердинанд Мария Лаурентиус (1827—1903), женат на Елизавете Штольберг (1825—1907)
- Евгений (1837—1897)
- Марианна Камилла Романа (1831—1915), замужем за Генрихом Марией фон Штильфрид-Раттоницем (1828—1885)
- Франц (1846—1919), женат на Губерте фон Франкен-Зиршторпфф (1854—1913)